# Deserto Oriental Africano

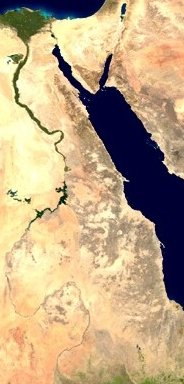
Deserto visto de satélite

O Deserto Oriental Africano (em árabe: الصحراء الشرقية), por vezes chamado de Deserto Arábico localiza-se a leste do rio Nilo, e a oeste do mar Vermelho, sendo limitado a sul pelo deserto da Núbia. Estende-se do  do norte de Egito até o sul da Eritreia e o nordeste do lago Nasser, e parte em Sudão e Etiópia, tendo 22 000 km².
A sua maior altitude localiza-se no monte Gebel Shayib al-Banat, a sul de Hurghada, com 2 187 metros.
Este deserto é rico em recursos naturais, há grandes campos de petróleo no Egito (onshore e offshore no Golfo do Suez) e depósitos de fosfato, tungstênio, amianto, manganês, molibdênio, urânio e, a mineração de ouro era abundante na Antiguidade.
Na área da colina do mar Vermelho são ocas, alabastro, pórfiro, granito e arenito que foram usados desde o período faraônico e romano.
As cidades da região estão quase todas no litoral, de norte a sul, são estas: Ras Gharib (a maior), Hurghada, Safaga, Quseir, Marsa Alam, Medinet-el Haras (Berenice), Shalatin. Muitas áreas são desabitadas, devido às frequentes tempestades de areia e poeira, ventos fortes, baixa precipitação e grandes variações de temperatura diária.

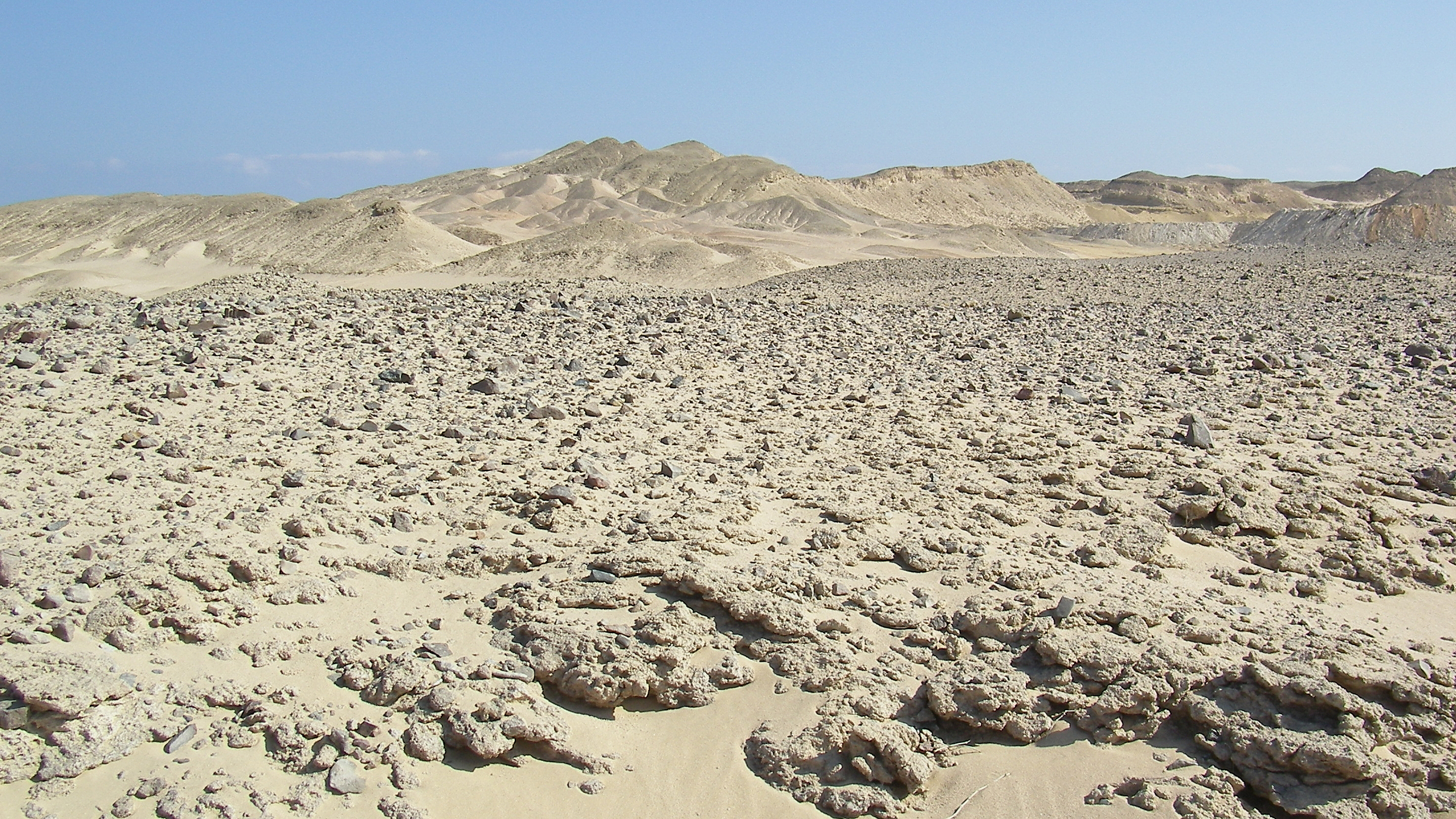
Paisagem do deserto em Hurghada, Egito
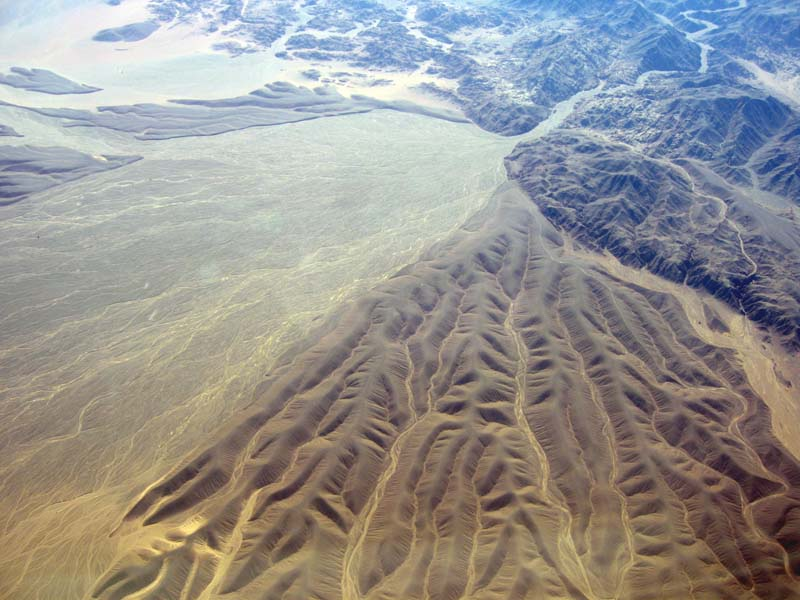
Foto aérea, o terreno aluvial
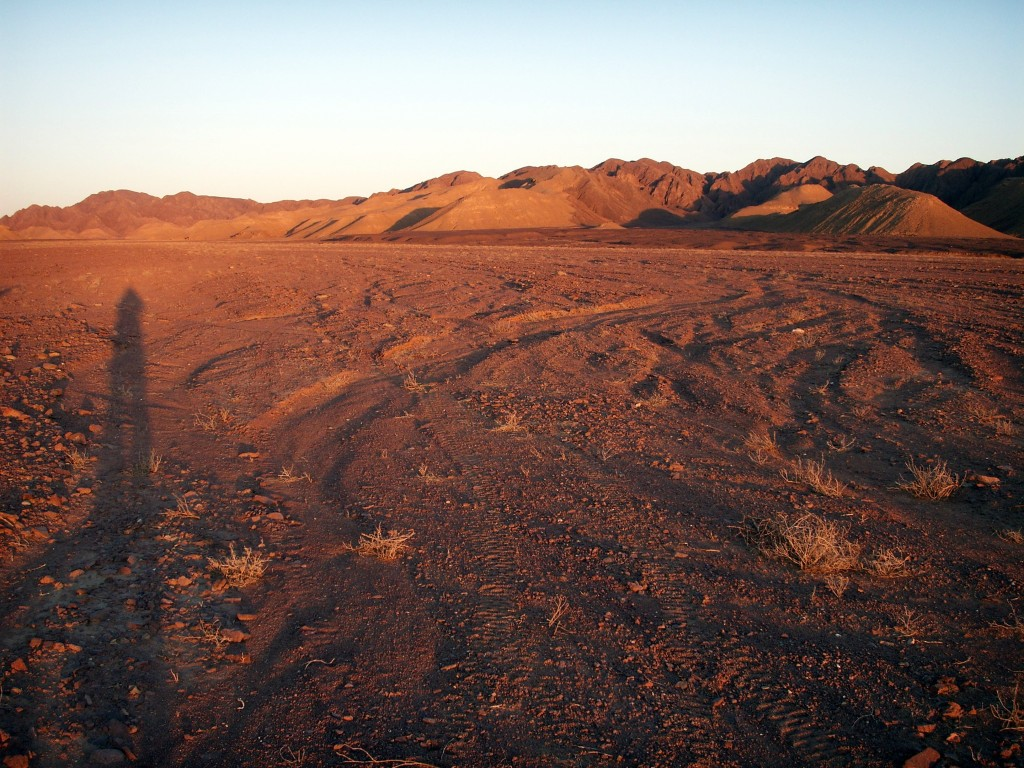
Perto do mar Vermelho na baía Kalawy